# Walter Malmquist
Walter August Malmquist (* 3. März 1956 in Fort Bragg, North Carolina) ist ein ehemaliger US-amerikanischer Nordischer Kombinierer und Skispringer.

## Werdegang
Der für den Dartmouth Outing Club startende Malmquist bestritt sein erstes internationales Rennen in der Nordischen Kombination bei den Olympischen Winterspielen 1976 in Innsbruck. Im Einzel wurde er dabei 29.
19. Januar 1980 startete er erstmals als Skispringer im neu geschaffenen Skisprung-Weltcup im kanadischen Thunder Bay. Bereits im ersten Springen konnte er mit Platz 8 erste Weltcup-Punkte sammeln. Im zweiten Springen einen Tag später sammelte er mit Platz 13 weitere Weltcup-Punkte. Es waren jedoch die einzigen Punkte, die er in seiner Karriere gewinnen konnte, da er nicht mehr im Weltcup antrat. Bei den Olympischen Winterspielen 1980 in Lake Placid startete er sowohl in der Nordischen Kombination als auch im Skispringen. In der Kombination erreichte er den 12. Platz im Einzel. Im Skispringen wurde er auf der Großschanze 27.
Auf nationaler Ebene gewann Malmquist bei den US-amerikanischen nordischen Skimeisterschaften 1980 sowohl in der Nordischen Kombination als auch von der Normal- und Großschanze im Skispringen den Meistertitel.

## Statistik

### Weltcup-Platzierungen
| Saison  | Platz | Punkte |
| ------- | ----- | ------ |
| 1979/80 | 64    | 11     |